# Hapigia rufescens
Hapigia rufescens är en fjärilsart som beskrevs av William Schaus 1901. Hapigia rufescens ingår i släktet Hapigia och familjen tandspinnare. Inga underarter finns listade i Catalogue of Life.